# Chrétiens démocrates fédéraux
Chrétiens démocrates fédéraux (CDF), jusqu’en 2007 Chrétiens Démocrates Francophones, est un ancien parti politique belge fondé en 2002 et dissous en 2013. Il est créé par des dissidents du Nouveau PSC refusant que ce dernier abandonne la référence chrétienne pour devenir le Centre démocrate humaniste.

## Histoire
Les fondateurs du CDF estimant que le cdH ne fonde plus assez sa vision politique sur les principes chrétiens, bien que n'étant pas un parti confessionnel et respectant le principe de la séparation de l'Église et de l'État, fondent leur action politique sur les valeurs du christianisme et les principes de la doctrine sociale chrétienne. Le parti fut membre du Mouvement politique chrétien européen. Le CDF s'est présenté, pour la première fois, aux élections législatives de 2003.
En 2007, le CDF est devenu un parti national et bilingue : changement de nom (Chrétiens Démocrates Fédéraux au lieu de Chrétiens Démocrates Francophones) et création d'une section du CDF en Flandre, présidée par Agnès Jonckheere. Durant les six mois de crise politique de 2007, le CDF a participé à toutes les initiatives citoyennes en faveur de l'unité de la Belgique.
Aux élections du 13 juin 2010, le CDF s'est présenté en cartel avec le BUB sous la dénomination belg.unie, souhaitant mettre en avant un souhait de réunification de la Belgique soit sous forme de neuf provinces, recréant l'ancienne province de Brabant, soit en créant une nouvelle région-province Bruxelles-Brabant.
Le 10 mars 2013, le parti est dissous.

## Présidents du CDF
- Benoît Veldekens : président fédéral depuis la création du parti jusqu'en décembre 2006.
- Pierre-Alexandre de Maere d'Aertrycke : président fédéral de décembre 2006 à mars 2013.

## Représentation politique
Le CDF a compté en 2006-2012 quelques élus communaux en région bruxelloise, à Woluwe-Saint-Lambert et à Molenbeek, ainsi qu'en Wallonie, à Chaumont-Gistoux. Précédemment, ses élus étaient des conseillers communaux initialement élus en 2000 sur des listes du PSC. D'autres étaient de tendance MR. En 2012, des candidats CDF figuraient sur des listes du bourgmestre à Woluwe-Saint-Lambert (menée par Olivier Maingain, FDF) et Koekelberg (menée par Philippe Pivin, MR), sur des listes MR à Molenbeek et CDH à Verviers.